# おっぱいの王者48 〜何も考えず目の前のおっぱい全部しゃぶれ!〜
『おっぱいの王者48 〜何も考えず目の前のおっぱい全部しゃぶれ!〜』（おっぱいのおうじゃしじゅうはち なにもかんがえずめのまえのおっぱいぜんぶしゃぶれ）は、2008年11月28日にOLEの新アダルトゲームブランド・OLE-Mより発売された18禁アダルトゲーム。原画は原画家の望月望が担当する。また、原作ゲームと同じ名のパラダイムノベルズとアダルトアニメも発売されている。
テック＠フルCGアニメーションが一部に挿入し、属性が異なる48人の女性キャラクターに登場する。

## 解説
街中の女の子たちの中から理想のおっぱいを見つけ出す男の冒険を描いたアダルトゲーム。
本作にはヒロインたちの居所の探索や、バストの詳細を閲覧できる、「おっぱいスカウター」が搭載されている。このシステムには衣服をすかしておっぱいを見ることができる透視モードもついている。
なお、本作に登場する48人のヒロインたちはBカップからOカップまでのバストの持ち主である。

## 登場人物
稲谷直哉（いなたに なおや）
声 - 須賀紀哉（アダルトアニメのみ）
主人公。おっぱいを見ただけでその持ち主を特定できるほどの胸フェチであり、エッチな本やアダルトビデオの鑑賞が趣味のスケベ。ニルが作ったプレミアム感バツグンのSex券を使い、「おっぱいチャンピオン」を探し出す。
ニル（Nir）
声 - 青葉りんご
直哉にチケットを渡した謎の少女。本作のヒロインで、Bカップの貧乳。
姫山茉莉
声 - 桜川未央
直哉の幼馴染で、Gカップの巨乳の持ち主。
稲谷佳代
声 - 東かりん、あおいひかる（アダルトアニメのみ）
直哉の妹で、Dカップの美乳の持ち主。
延原倭子、早川さちえ、山崎まもり、池口夏帆、魚波子珠美、里村澄香、尾辻あかり
声 - 青葉りんご
姫山茉莉、広重七緒、鉤衣葎美、美紅耶蛍
声 - 桜川未央
高島深優、紅絹八重子、千佳戸美羽、飛永愛海
声 - 歌織
大津留京、萩沢菜月、野洲丸巴、下泉小雪、和田周参見、須田瑞月、宇宿すずな
声 - 東かりん
下河内瑠奈、冨塚玲、筑邦織江、沢渡みこ、槙ノ原恵美、木村未来、能義千奈美、牧丘花蓮
声 - 杉原茉莉
耶麻ノ羽恵那、野上沙穂、元杉歌奈理、百合口里奈、宇川塔子、鳩見百合乃、辻原麻須美、笠倉イチコ
声 - 野宮香央里
円濱月夜、伍咲亜沙胡、谷岡名花、浅井喜美子、楠川彩花、大沼香奈穂、石町則美、大潮くるみ
声 - 中家志穂
野洲丸巴・飛永愛海
声 - 御苑生メイ（アダルトアニメのみ）

## スタッフ
- 原画 - 望月望
- シナリオ - 複数プレイ

## アダルトアニメ版
2010年にミルキーレーベルよりアダルトアニメ全2巻が発売されており、DVDとBlu-ray Discの2つ形態に同時発売。1話で約30分。
- 『おっぱいの王者48』第一話 （2010年3月19日発売、DVD：DPLT-8614、Blu-ray：BPLT-8612）
- 『おっぱいの王者48』第二話 （2010年7月16日発売、DVD：DPLT-8748、Blu-ray：BPLT-8746）

スタッフ
- 原作 - OLE-M
- プロデューサー - 村上幸太郎
- アニメーションプロデューサー - 本田P三
- 監督 - 雷火剣
- 脚本 - ナガイシンペイ
- 演出 - 神原敏昭
- キャラクターデザイン・絵コンテ - 小林まもる
- 作画監督 - 呀龍
- 仕上検査・色指定 - 邪和
- 撮影監督 - 鍬練梁
- 編集 - 新海コウキ
- 背景 - ANIFACTORY
- 音楽提供 - 父山或人/PaPa's Pleasure（父喜）、Lisa Tutti
- 音響監督 - 中川達人
- 録音スタジオ - タバック
- 音響制作 - AG-promotion
- 制作進行 - I.T.N.Z
- アニメーション制作 - T-REX
- 製作・発売・販売 - 株式会社ミルキーズピクチャーズ

## 関連商品
書籍
- おっぱいの王者48 〜何も考えず目の前のおっぱい全部しゃぶれ!〜 上巻 （パラダイムノベルズ） 2009年2月27日発売 ISBN 978-4-89490-905-2
- おっぱいの王者48 〜何も考えず目の前のおっぱい全部しゃぶれ!〜 下巻 （パラダイムノベルズ） 2009年3月31日発売 ISBN 978-4-89490-913-7
  - OLE-M 原作、布施はるか 著、望月望 挿絵、新書

DVD-PG
- おっぱいの王者48 〜何も考えず目の前のおっぱい全部しゃぶれ!〜 DVD PlayersGame
  - 2012年6月15日発売、OLE-M